# Billy (musikalbum)
Billy är Samiams tredje studioalbum, utgivet 1992 på skivbolaget New Red Archives.

## Låtlista
| Nr  | Titel          | Kompositör        | Längd |
| --- | -------------- | ----------------- | ----- |
| 1.  | Don't Break Me | Beebout, Loobkoff | 5:31  |
| 2.  | Well           | Brogan            | 2:43  |
| 3.  | Head Trap      | Beebout, Loobkoff | 3:55  |
| 4.  | The Pith       | Brohm             | 2:51  |
| 5.  | Go Away        | Brohm             | 2:14  |
| 6.  | Why Where When | Beebout, Loobkoff | 5:16  |
| 7.  | Regret         | Beebout, Loobkoff | 3:49  |
| 8.  | Get Out        | Beebout, Brogan   | 2:53  |
| 9.  | Conditions     | Beebout, Loobkoff | 5:07  |
| 10. | Hey Brother    | Beebout, Loobkoff | 3:24  |
| 11. | Homeboy        | Beebout, Brogan   | 2:09  |
| 12. | Ten Feet Tall  | Beebout, Brogan   | 2:05  |
| 13. | At the Bottom  | Beebout, Loobkoff | 7:14  |

### Fotnoter
1. ↑  ”Billy”. Discogs.com. http://www.discogs.com/Samiam-Billy/master/93002. Läst 19 april 2012.